# 92-я пехотная дивизия (вермахт)
92-я пехотная дивизия (нем. 92. Infanterie-Division) — тактическое соединение сухопутных войск вооружённых сил нацистской Германии периода Второй мировой войны.

## История
92-я пехотная дивизия была сформирована 15 января 1944 года в военном округе Богемии и Моравии во время 25-й волны мобилизации Вермахта.
В феврале части дивизии передислоцированы на Итальянский фронт, где вошли в состав 14-й армии генерал-полковника Эберхарда фон Макензена. Участвовала в боях на Зимней линии, в Альбанских горах, но, не полным составом, а штурмовой группой. Потерпела поражение в боях с союзниками, была распущена, личный состав пошёл на доукомплектование 362-й пехотной дивизии. 92-я дивизия была официально расформирована 20 июня 1944.

## Местонахождение
- с января по февраль 1944 (Протекторат Богемии и Моравии)
- с февраля по июнь 1944 (Италия)

## Подчинение
- в резерве 14-й армии группы армий «C» (февраль — июнь 1944)

## Командиры
- оберст Фрейхерр де ла Залле фон Луизенталь (15 января — 10 февраля 1944)
- генерал-лейтенант Вернер Гёриц (10 февраля — 9 июня 1944)

## Состав
- 1059-й гренадерский полк (Grenadier-Regiment 1059)
- 1060-й гренадерский полк (Grenadier-Regiment 1060)
- 192-й артиллерийский полк (Artillerie-Regiment 192)
- 192-й сапёрный батальон (Pionier-Bataillon 192)
- 192-й противотанковый дивизион (Panzerjäger-Abteilung 192)
- 192-й батальон связи (Nachrichten-Abteilung 192)
- 192-й отряд материального обеспечения (Nachschubtruppen 192)
- 192-й полевой запасной батальон (Feldersatz-Bataillon 192)